# Franklin District
Der Franklin District war eine Verwaltungseinheit in der ehemaligen Region Auckland im Norden der Nordinsel von Neuseeland. Der Verwaltungssitz lag in der Ortschaft Pukekohe. Im November 2010 wurde der Distrikt aufgelöst und in den neu gebildeten Auckland Council integriert.

## Geographie
Der ehemalige Franklin District erstreckte sich von Manukau City im Norden bis zur Region Waikato im Süden. Westlich grenzte die Tasmansee an und im Osten der Hauraki Gulf und der Firth of Thames. Zur Volkszählung im Jahr 2006 zählte der Distrikt 58.935 Einwohner.

## Geschichte
Auf Basis des Local Government Act 1974 wurde der Franklin District 1989 durch die Zusammenlegung des Pukekohe Borough, des Waiuku Borough, des Tuakau Borough, des Franklin County und dem nördlichen Teil des Raglan County neu gebildet. Zu jener Zeit war Neuseeland verwaltungstechnisch noch in Counties, Towns und Boroughs organisiert und unterteilt. Das Gesetz, machte es der damaligen Labour-Regierung möglich auf 850 unterschiedlichen Verwaltungseinheiten 86 zu schaffen. In einer Verwaltungsreform im Jahr 2000 wurde die regionale Verwaltungen noch einmal neu geordnet. Übrig blieben 11 reine Regionale Councils, 12 City Councils und 54 District Councils. Am 1. November 2010 wurde dann der Auckland Regional Council mit sieben Territorial Authority (Gebietskörperschaften) zusammengelegt und der Auckland Council gebildet. der Franklin District gehört mit seinem nördlichen Teil zu den Sieben. Der südliche Teil wurde dem Waikato District zugeteilt.

## Der ehemalige Distrikt heute
Der ehemalige Franklin District wird heute als ein Stadtteil vom Auckland Council mit einem eigenen und mit neun gewählten politischen Vertretern ausgestatteten Local Board geführt. Dieser kümmert sich um lokale Angelegenheiten.